# Chrystal Callahanová

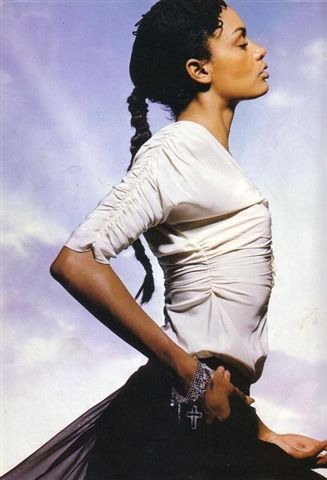
Chrystal Callahanová, 2008

Chrystal Callahanová (nepřechýleně Chrystal Callahan; * ?, Toronto) je americko-kanadská vizuální umělkyně, fotografka, novinářka a modelka narozená v Torontu.

## Kariéra
V roce 2015 Callahanová vydala sérii fotografií „The Dirty War – Selfies of Terrorism, Virtue and Covert Sexuality“  Archivováno 2. 4. 2015 na Wayback Machine., která se objevila v časopisu ELLE. Callahanová pracuje v sériích, obvykle při fotografování používá řadu oděvů a rekvizit. Své fotografie snímá sama ve svém ateliéru, v různých rolích jako objekt, režisérka, vlasová a vizážistka, stylistka, modelka a fotografka.
Callahanová v červnu 2009 začala hostit pořad Highlights of the Week s Chrystal Callahan. Jednalo se o televizní pořad v anglickém jazyce s titulky v ruské Severokavkazské republice Čečensko.
V roce 2008 Callahanová napsala, produkovala a režírovala Greco Roman Grozny, film o třech dospívajících pokoušejících se uniknout válkou zmítanému Čečensku prostřednictvím konkurenčního řeckořímského zápasu.
V červenci 2010 Callahanová zahájila nový program s názvem „Čečensko očima Chrystal Callahanové“. Zaměřuje se na cestovní / turistické destinace v Čečenské republice, islám a čečenskou kulturu.
Callahanová byla nazývána „Maverick Model“. Pod uměleckým jménem KRISTALL se vydala na pěveckou dráhu a stala se popstar na Severním Kavkaze. Předváděla písně v ruském a čečenském jazyce.

## Kritika a chvála
Callahanová byla kritizována za práci v Čečensku. Kritici ji považují za příznivkyni proruského čečenského prezidenta Ramzana Kadyrova a obviňují ji, že je nástrojem propagandy čečenské vlády. Callahanová byla přirovnávána k Walteru Durantymu, britskému novináři, který v roce 1932 získal Pulitzerovu cenu za soubor příběhů napsaných v roce 1931 o Sovětském svazu. CNN představila Callahanovou v létě 2010 a označila ji za symbol stability a míru po letech konfliktu v nestabilním regionu.